# Túpac Katari
Julián Apaza Nina, mieux connu sous le nom de Túpac Katari, Túpaj Katari, ou simplement Katari (Ayo Ayo, province de Sica Sica, vice-royauté du Pérou, 1750 – La Paz, 15 novembre 1781), est un chef rebelle aymara qui dirigea en 1781 dans le Haut-Pérou (actuelle Bolivie) un soulèvement indien contre la tutelle espagnole.
Ce soulèvement armé, qui fit directement suite à la révolte de Túpac Amaru II, survenue plus au nord, s’en distingue cependant par une prédominance en son sein de l’ethnie aymara (alors que l’élément quechua était prépondérant chez les tupamaristes) et par des positions plus radicales, les tupacataristes dédaignant notamment de convier les criollos (personnes de souche européenne nées dans les colonies) à se joindre à leur mouvement et se laissant au contraire aller jusqu’à les massacrer en même temps que les Espagnols. À la différence de Túpac Amaru, Túpac Katari n’était pas issu de l’aristocratie indienne, mais était d’extraction modeste, ce qui explique sans doute le fonctionnement plus démocratique de son mouvement.
À la tête de plusieurs dizaines de milliers de combattants indiens, il mit par deux fois, mais en vain, le siège devant La Paz. Battu par les troupes espagnoles, trahi et finalement capturé, il fut mis à mort et démembré. Lui et sa femme Bartolina Sisa font figure aujourd’hui en Bolivie de héros légendaires et sont célébrés comme précurseurs de l’indépendance nationale.

## Origine et formation
Julián Apaza Nina était un Indien du commun, sans lignage noble, analphabète et monolingue aymara, fils naturel d’un sonneur de cloches, lequel mourut, alors que Julián Apaza Nina était encore adolescent, comme mitayo (corvéable indien) dans les mines de Potosí. Resté orphelin, il fut engagé comme servant de prêtre, puis devint sonneur de cloches à son tour, grâce à son oncle Manuel, kuraka d’une communauté voisine d’Ayo-Ayo, et parvint à s’élever au rang de sonneur officiel de l’église de la localité. Ensuite, il travailla deux ans comme ouvrier manœuvre dans la mine Saint-Christophe (San Cristóbal) d’Oruro, d’abord comme abatteur, puis comme hercheur, acheminant les blocs de minerai brut aux travailleurs chargés du triage. Il y prit conscience des souffrances de ses frères et se mit à plaider ouvertement pour la nécessité de se rebeller. 
Plus tard, il trouva à s’employer comme boulanger à Sica Sica, où il connut et s’éprit de la métisse Bartolina Sisa, qu’il épousa. Plus tard encore, il se fit marchand ambulant dans les alentours de La Paz, office qu’il mit à profit pour étudier les manières de penser des Indiens, des métisses et des indigènes européanisés, et qui lui permit de s’aviser du mécontentement croissant de ces populations face à l’exploitation coloniale.
Secondé dans sa lutte par sa femme Bartolina Sisa et par sa sœur cadette Gregoria Apaza, il prit pour nom de guerre Túpac Katari en hommage au cacique inca rebelle Túpac Amaru II, qui menait depuis début novembre 1780 une insurrection dans la région de Cuzco, et de Tomás Katari, cacique de Chayanta, dans le Haut-Pérou, qui avait défié l’autorité espagnole quelques mois auparavant.

## Rébellion

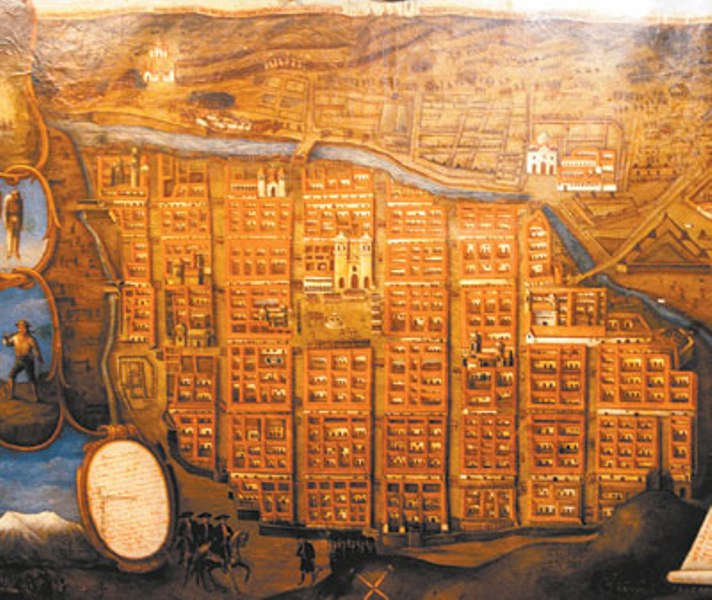
Plan de la ville de La Paz en 1781.

Le soulèvement indigène de Túpac Katari fut le plus vaste géographiquement et celui ayant bénéficié du plus ample soutien. Il fallut aux vice-royautés touchées — le Pérou et le Río de la Plata — deux ans pour l’étouffer complètement. Túpac Katari réussit à constituer une armée rebelle de quarante mille hommes et par deux fois en 1781 mit le siège devant la ville de La Paz ; les insurgés notamment assiégèrent la ville de La Paz pendant cent-neuf jours à partir du 13 mars 1781. Cependant les deux tentatives se soldèrent par un échec, à cause de la résistance des assiégés, des renforts dépêchés de Buenos Aires, et des manœuvres politiques et militaires des Espagnols et des alliances qu’ils tramèrent avec des chefs indiens opposés à Túpac Katari. Lors du second siège, Andrés Túpac Amaru, neveu de Túpac Amaru II et lié sentimentalement à Gregoria Apaza, sœur cadette de Túpac Katari, se joignit aux rebelles tupacataristes. 

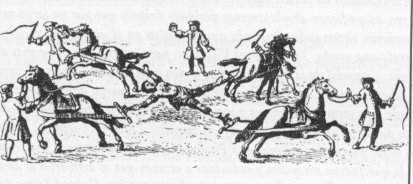
La tentative d’écartèlement de Túpac Amaru II à Cuzco en 1781. La sentence de Túpaj Catari fut semblable.

En janvier 1781, un traître livra le cacique insurgé Tomás Katari aux Espagnols à Chayanta, dans le Haut-Pérou, mais quand on le conduisit à La Plata (actuelle ville de Sucre) pour y passer en jugement, il fut jeté dans une crevasse et tué. En réaction à cet assassinat, l’insurrection gagna encore en ampleur, et un autre membre de la famille, Dámaso Katari, frère de Tomás Katari, perpétra un effroyable massacre de patrons miniers et d’Espagnols dans la région, puis fit mouvement, avec des milliers d’Aymaras, vers la ville de La Plata (ancien nom de Sucre), pour l’assiéger, ville où Ignacio Flores, Paula Sanz, lui aussi membre de l’expedition militaire, et d’autres militaires espagnols, ainsi que les milices de la ville, s’efforcèrent de résister.
Cependant, le vice-roi du Pérou Agustín de Jáuregui, exploitant le bas moral des rebelles, offrit l’amnistie à ceux qui se rendraient, ce qui produisit de bons résultats, puisque même des dirigeants du mouvement acceptèrent cette offre. Túpac Katari, qui n’accepta pas l’amnistie proposée mais au contraire se dirigea vers Achacachi pour tenter de réorganiser ses troupes débandées, fut trahi par quelques-uns de ses partisans et fait prisonnier par les Espagnols dans la nuit du 9 novembre 1781. Tous les meneurs de la rébellion finirent du reste par être appréhendés et exécutés, y compris l’épouse de Túpac Katari, Bartolina Sisa, et sa sœur Gregoria Apaza.
En guise de récompense morale pour les efforts et sacrifices consentis par les Espagnols de la ville de La Paz, il fut octroyé à celle-ci, par édit royal du 20 mai 1784, le titre de « noble, valeureuse et fidèle ».

### Différences entre les rébellions de Túpac Amaru et de Túpac Katari
La rébellion de Julián Apasa, alias Túpac Katari, avait des caractéristiques très particulières et présentait des différences notables avec la révolte de Túpac Amaru II, qui avait en partie lieu simultanément. En accord avec le nom de guerre qu’il s’était choisi ‒ amaru et katari signifiant en effet serpent en langue quechua et aymara respectivement ‒ il conclut, en tant que commandant en chef de troupes rebelles d’origine aymara, une entente partielle avec les Quechuas, mais eut bientôt à affronter leur suprématie. En dépit de résistances de la part des Aymaras, la faction quechua domina d’emblée la faction aymara dirigée par Túpac Catari. Les prétentions de ce dernier de s’ériger en vice-roi de Túpac Amaru II eut pour effet d’irriter Diego Cristóbal Túpac Amaru, neveu de Túpac Amaru ; ce nonobstant, Túpac Catari finit par être accepté comme gouverneur, compte tenu en particulier de sa connaissance du territoire, de son entregent et de son ascendant sur les masses indigènes.
Túpac Catari sut tirer parti du système de collaboration mutuelle existant traditionnellement entre membres d’une même famille ainsi que des liens procédant du compérage. Comme Túpac Amaru, il sut amener sa parentèle à l’épauler et à occuper les postes de direction. Il mit à profit son expérience de colporteur de coca et de toiles de laine pour mettre sur pied, avec l’aide de sa parentèle, un commerce clandestin de coca et de vin, dont les gains furent employés à financer le mouvement rebelle et à approvisionner les troupes rebelles du Haut-Pérou. Ses connexions familiales lui servirent aussi bien à recruter des troupes qu’à organiser l’encadrement économique du mouvement, à l’instar de la façon dont Túpac Amaru II s’appuyait sur les transporteurs muletiers parmi les membres de sa famille.

Wiphala (drapeau) de Túpac Katari.

Une différence importante entre les deux chefs rebelles, différence qui découlait de l’inégalité de leurs positions sociales respectives, était que si Túpac Amaru II exerçait un pouvoir vertical sur son mouvement, notamment en remplaçant par ses propres gens les caciques et les maires dans les provinces dont il s’emparait, Túpac Katari en revanche n’était pas en mesure d’imposer verticalement son autorité, et dut admettre que les caciques fussent proposés par les communautés indiennes. Cette différence serait due à ce que Túpac Amaru II était (bien que non unanimement) reconnu comme appartenant à l’aristocratie indigène et était donc habilité à requérir aux caciques voisins leur appui politique et économique, alors qu’au contraire Túpac Catari manquait d’un tel privilège et se trouvait devant la nécessité de faire appel au pouvoir établi des différentes communautés locales pour assurer son autorité sur la révolte aymara. Cela expliquerait aussi les réactions vives qu’eut Túpac Catari face aux privilèges des caciques ou face à la collaboration avec les Espagnols à laquelle se livrèrent certains d’entre eux et qui porta Túpac Catari à les exécuter. 
Une autre différence encore était le rôle joué par les criollos (individus de souche européenne, mais nés dans les colonies, par opposition aux péninsulaires). Si dans la phase tupamariste (quechua), des criollos étaient engagés dans la rébellion en tant qu’officiers armuriers, scribes militaires et assesseurs, dans la phase tupakatariste (aymara) en revanche, leur poids social fut notablement moindre tant en nombre qu’en importance, passant à être quasi inexistant. Ni Túpac Katari, ni Miguel Bastidas, frère de la femme de Túpac Amaru, ne savaient lire et écrire, et leurs secrétaires et clercs étaient généralement des métis. Que les criollos furent amenés à s’éloigner du mouvement rebelle s’explique par la recrudescence de la violence et par les attaques répétées de la part des indigènes contre les intérêts économiques et contre les privilèges que les criollos détenaient, que ce fût dans les grandes exploitations agricoles, les mines ou les ateliers de fabrication. Comme Indien pur, Túpac Katari mena une politique beaucoup plus radicale vis-à-vis des criollos, les considérant en effet comme des blancs et préférant, là où Túpac Amaru les sollicitait expressément à se joindre à lui, se passer de leur appui dans le Haut-Pérou. En contrepartie, il consentit à nouer des alliances avec les métis, les mulâtres et les noirs, lesquels furent enrôlés dans son armée. De surcroît, dans les troupes aymaras finit par surgir un fort sentiment anti-espagnol et anti-criollo, en somme anti-blanc, tendant à rejeter toute coutume européenne et à en revenir à une organisation sociale indigène précolombienne, et faisant ainsi dériver le conflit vers une authentique guerre de nature ethno-raciale. 
C’est dans ce sens que s’exprima le 19 mars 1781 un cañari devant l’ensemble des Indiens du commun de Tiquina qu’il avait convoqués au nom de Túpac Katari : 

« Le souverain roi Inca ordonne que soient passés au couteau tous les corrégidors, ses greffiers et ses caciques, percepteurs et ses autres subalternes, de la même façon que tous les chapetones (Espagnols fraîchement débarqués au Pérou, NdT), femmes criollos, enfants des deux sexes et toute personne qui semble espagnole ou qui l’est, ou qui du moins va vêtue à l’imitation de tels Espagnols. Et si cette espèce de gens tente de trouver refuge dans quelque sanctuaire, et que quelque prêtre ou quelque autre personne empêche ou interdit le but premier, qui est de les égorger, il y aura lieu aussi de culbuter tout cela, en passant au fil du couteau les ecclésiastiques et en brûlant les églises. Selon ses termes, vous ne devrez non plus entendre les messes, ni vous confesser, ni faire votre adoration au Saint-Sacrement (...), de même les Indiens ne doivent pas tenir leurs consultations ailleurs que dans les montagnes, en tâchant de ne pas manger de pain, ni de boire de l’eau des bassins ou des étangs, mais de se séparer entièrement de toutes les coutumes des Espagnols. »

### Tensions entre Aymaras et Quechuas
En mars 1781, les forces quechuas d’Azángaro collaborèrent avec les forces aymaras de Chucuito en vue d'expulser les Espagnols de Puno, sur les rives du lac Titicaca, même si les tupamaristes commençaient alors à s’affronter aux kataristes, plus populaires et plus radicaux. Dans les mois qui suivirent la capture et l’exécution de José Gabriel Túpac Amaru en mai 1781, la coopération entre Quechuas et Aymaras retomba à un niveau très faible, les deux factions rivalisant entre elles pour dominer le Haut-Pérou.
Pendant le deuxième siège de La Paz, les Indiens de Carabaya, dans le sud du Pérou actuel, luttèrent aux côtés des Quechuas, tandis que ceux de Pacajes (plus au sud, dans l’actuelle Bolivie) combattaient avec les Aymaras. Orellana communiqua aux autorités d’Arequipa que les forces rebelles étaient profondément divisées, reconnaissant pour leur roi soit Túpac Amaru II, soit Túpac Katari, jamais les deux à la fois. Lors du siège de Puno, les commandants tupamaristes Andrés Quispe et Juan de Dios Mullpuraca firent clairement savoir qu’ils n’accepteraient d’ordres que de Diego Cristóbal Túpac Amaru, et au début ne voulurent pas appuyer les requêtes aymaras demandant l’abolition du tribut et de la mita. La tension s’exacerba lorsque Diego Cristóbal devint chef de la rébellion et qu’il s’évertua à ce que les forces aymaras n'arborent que son drapeau à lui et qu'il ne permit à Túpac Catari d’occuper qu’une fonction de troisième niveau, encore qu’il eût la prudence de reconnaître l’autonomie des provinces aymaras.
Aussi, lorsqu’en août 1781 les tupamaristes se furent unis aux assiégeants de La Paz, sous le commandement d'Andrés Túpac Amaru et de Miguel Bastidas, l’antagonisme prit une forme palpable en ce que les deux factions occupaient des cantonnements séparés, et se trouva renforcé encore par le fait que l’organisation katariste était gouvernée par des représentants des 24 cabildos indigènes de La Paz, alors que les tupamaristes étaient placés sous le commandement d’élites indigènes et de métis hispanisés. 
Dans les mois précédant l’arrivée du colonel José de Reseguín parti de Buenos Aires, c’est à peine si les deux camps entretenaient encore des relations mutuelles ; l’une des raisons en était que Túpac Catari était devenu irrationnel et capricieux, s’adonnant à la boisson, consultant des oracles sur l’avenir et ordonnant d’exécuter quiconque ne pût démontrer qu’il était aymara, puis spoliant ses terres.

## Reconnaissance

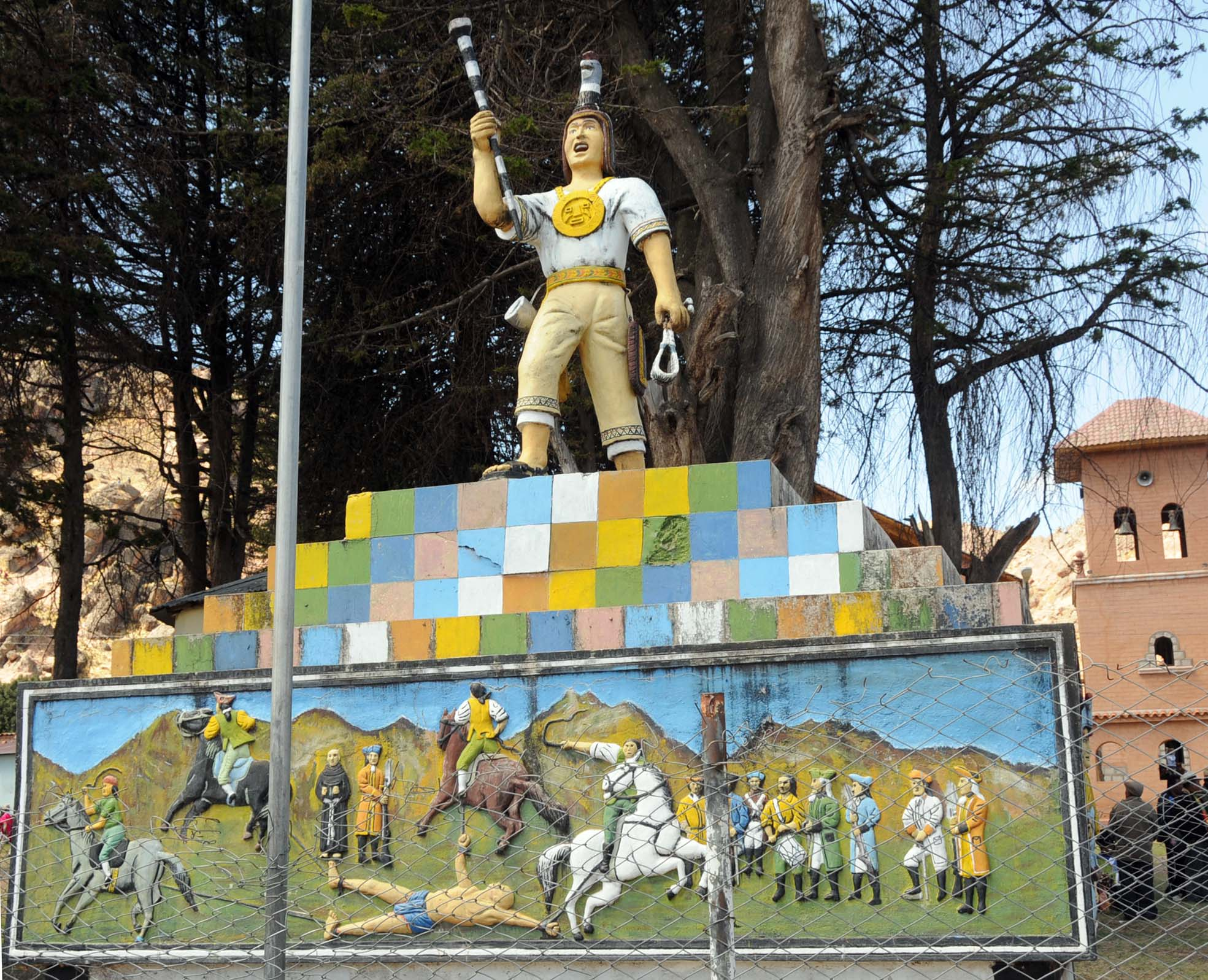
Monument à Túpac Katari, dans la localité de Peñas (département de La Paz, en Bolivie).

Plusieurs mouvements indianistes aymara ont érigé à partir des années 1970 sa figure comme un emblème de leur lutte contre le gouvernement central bolivien : en particulier, le katarisme, qui s'est développé à partir des années 1960-70, tire son nom du chef rebelle.
Le 15 juillet 2005, le président bolivien Eduardo Rodriguez Veltze déclara, par la loi no 3102, Julián Apaza et Bartolina Sisa « Héros et Héroïne nationaux aymaras ».
À Buenos Aires, le 25 mai 2010, dans le cadre des festivités du Bicentenaire de l’Argentine, fut inaugurée la galerie des Patriotes latinoaméricains, où la Bolivie était représentée par les portraits de Tupaj Catari, Pedro Domingo Murillo et Bartolina Sisa. Cette collection picturale est hébergée dans le dénommé Salon des Héros du Bicentenaire, dans la Casa Rosada.
Le premier satellite de télécommunications bolivien, le TKSat-1, porte le nom de Túpac Katari. Le satellite a été construit par la Compagnie industrielle de la Grande Muraille, liée à la Société des sciences et technologies aérospatiales de Chine, grâce à un investissement de 300 millions de dollars supporté à hauteur de 85 % par la Banque de développement de Chine et pour les 15 % restants par l’État bolivien, et fut lancé au départ du territoire chinois le 20 décembre 2013. En même temps, pour faire fonctionner le satellite, deux stations furent édifiées sur le sol bolivien, à La Paz et à Santa Cruz. Ce satellite, lancé sur la base de lancement de Xichang dans le Sichuan, permet à la Bolivie de prendre de l'indépendance dans ses télécommunications

## Túpac Katari dans la culture populaire
- En Bolivie, Túpac Katari, de même que son épouse Bartolina Sisa, est actuellement une figure très célébrée. Son nom de guerre, Túpac Katari, mais aussi son vrai nom, Julián Apaza, ont été utilisés pour forger des dénominations de partis politiques, de groupes de guerrilléros, de syndicats, d’établissements scolaires, et s’emploie même comme prénom[13]. Il en va de même pour la figure et le nom de Bartolina Sisa.
- Quelques phrases célèbres lui ont été attribuées, en particulier celle-ci, qu’il aurait prononcée peu avant de mourir exécuté : « Ils ne tueront que moi seul..., mais demain je reviendrai et je serai des millions » (dans la langue aymara originale : Naya saparukiw jiwyapxitaxa nayxarusti, waranqa, waranqanakaw tukutaw kut'anipxani...).
- Le démembrement de Túpac Katari (et aussi celui de Túpac Amaru II) a acquis, pour divers mouvements kataristes, une valeur symbolique, en ce sens que ces mouvements se proposent de réassembler les morceaux dispersés de Túpac Katari, afin qu’ainsi il revienne et soit des millions.
- Des artistes boliviens lui ont consacré des chansons, des poèmes, des tableaux etc. Peuvent être cités ici le groupe folklorique andin Kala Marka, avec sa chanson Túpac Katari, et Los Kjarkas, avec leur instrumental Funeral de Túpac Katari.
- L’ensemble chilien Banda Conmoción a créé une chanson intitulée Cuerpo Repartido, allusion à Túpac Katari.